# Martin Tesařík
Martin Tesařík (* 3. července 1954 Prostějov) je český sociálně demokratický politik, v letech 2010 až 2016 senátor za obvod č. 61 – Olomouc, v letech 2008 až 2012 hejtman Olomouckého kraje, v letech 1998 až 2006 primátor Olomouce a v letech 2006 až 2009 poslanec Poslanecké sněmovny.

## Biografie
Roku 1973 absolvoval Střední průmyslovou školu strojnickou v Olomouci, roku 1978 Vysoké učení technické v Brně a poté pracoval v podniku Prefa Olomouc.
Od roku 1990 byl zastupitelem v Olomouci. V komunálních volbách roku 1994, 1998, 2002 a 2006 byl zvolen do Zastupitelstva města Olomouc, v roce 1994 ještě jako bezpartijní za ČSSD, v následných volbách coby člen ČSSD. Profesně se k roku 1998 uvádí jako náměstek primátora, k roku 2002 a 2006 coby primátor. V roce 1994 vstoupil do ČSSD. V letech 1994 až 2006 byl olomouckým radním, z toho v letech 1998 až 2006 primátorem.
Ve volbách do Senátu PČR v roce 2004 neúspěšně kandidoval v obvodu č. 61 – Olomouc. V 1. kole získal 21,82 % hlasů, v 2. kole ho se ziskem 55,74 % hlasů porazil a senátorem se stal Jan Hálek z ODS.
Ve volbách 2006 se stal členem Poslanecké sněmovny PČR (volební obvod Olomoucký kraj). Byl členem mandátového a imunitního výboru a výboru pro obranu. V Poslanecké sněmovně setrval do března 2009, kdy rezignoval na mandát. Hodlal se totiž plně zaměřit na funkci hejtmana.
Dlouhodobě se angažoval v regionální politice. V krajských volbách roku 2000 byl zvolen do Zastupitelstva Olomouckého kraje za ČSSD. V krajských volbách roku 2004 nekandidoval, ale opětovně byl zvolen do zastupitelstva kraje ve volbách roku 2008 a 2012. Od listopadu 2008 do listopadu 2012 byl hejtmanem Olomouckého kraje. V krajských volbách v roce 2016 již nekandidoval.
Ve volbách do Senátu PČR v roce 2010 se stal senátorem za obvod č. 61 – Olomouc, když v obou kolech porazil dosavadního senátora Jana Hálka. Ve volbách do Senátu PČR v roce 2016 svůj mandát za ČSSD obhajoval, ale vypadl už v prvním kole. Skončil na třetím místě s 14,02 % hlasů.